# باول سيتون
باول سيتون هو مدرس وسياسي أمريكي، ولد في 1 أكتوبر 1945 في أوكسنارد في الولايات المتحدة. نشط حزبياً في الحزب الجمهوري. وقد انتخب عضو مجلس نواب ألاسكا ‏.